# Comunele Italiei (S)
Această pagină conține lista comunelor din Italia a căror nume începe cu litera S. 
Pentru fiecare comună este indicată provincia și regiunea de care aparține.
| Comună                             | Provincie             | Regiune               |
| ---------------------------------- | --------------------- | --------------------- |
| Sabaudia                           | Latina                | Lazio                 |
| Sabbia                             | Vercelli              | Piemont               |
| Sabbio Chiese                      | Brescia               | Lombardia             |
| Sabbioneta                         | Mantova               | Lombardia             |
| Sacco                              | Salerno               | Campania              |
| Saccolongo                         | Padova                | Veneto                |
| Sacile                             | Pordenone             | Friuli-Veneția Giulia |
| Sacrofano                          | Roma                  | Lazio                 |
| Sadali                             | Cagliari              | Sardinia              |
| Sagama                             | Oristano              | Sardinia              |
| Sagliano Micca                     | Biella                | Piemont               |
| Sagrado                            | Gorizia               | Friuli-Veneția Giulia |
| Sagron Mis                         | Trento                | Trentino-Alto Adige   |
| Saint-Christophe                   | Aosta                 | Valle d'Aosta         |
| Saint-Denis                        | Aosta                 | Valle d'Aosta         |
| Saint-Marcel                       | Aosta                 | Valle d'Aosta         |
| Saint-Nicolas                      | Aosta                 | Valle d'Aosta         |
| Saint-Oyen                         | Aosta                 | Valle d'Aosta         |
| Saint-Pierre                       | Aosta                 | Valle d'Aosta         |
| Saint-Rhémy-en-Bosses              | Aosta                 | Valle d'Aosta         |
| Saint-Vincent                      | Aosta                 | Valle d'Aosta         |
| Sala Baganza                       | Parma                 | Emilia-Romagna        |
| Sala Biellese                      | Biella                | Piemont               |
| Sala Bolognese                     | Bologna               | Emilia-Romagna        |
| Sala Comacina                      | Como                  | Lombardia             |
| Sala Consilina                     | Salerno               | Campania              |
| Sala Monferrato                    | Alessandria           | Piemont               |
| Salandra                           | Matera                | Basilicata            |
| Salaparuta                         | Trapani               | Sicilia               |
| Salara                             | Rovigo                | Veneto                |
| Salasco                            | Vercelli              | Piemont               |
| Salassa                            | Torino                | Piemont               |
| Salbertrand                        | Torino                | Piemont               |
| Salcedo                            | Vicenza               | Veneto                |
| Salcito                            | Campobasso            | Molise                |
| Sale                               | Alessandria           | Piemont               |
| Sale delle Langhe                  | Cuneo                 | Piemont               |
| Sale Marasino                      | Brescia               | Lombardia             |
| Sale San Giovanni                  | Cuneo                 | Piemont               |
| Salemi                             | Trapani               | Sicilia               |
| Salento                            | Salerno               | Campania              |
| Salerano Canavese                  | Torino                | Piemont               |
| Salerano sul Lambro                | Lodi                  | Lombardia             |
| Salerno                            | Salerno               | Campania              |
| Saletto                            | Padova                | Veneto                |
| Salgareda                          | Treviso               | Veneto                |
| Sali Vercellese                    | Vercelli              | Piemont               |
| Salice Salentino                   | Lecce                 | Puglia                |
| Saliceto                           | Cuneo                 | Piemont               |
| Salisano                           | Rieti                 | Lazio                 |
| Salizzole                          | Verona                | Veneto                |
| Salle                              | Pescara               | Abruzzo               |
| Salmour                            | Cuneo                 | Piemont               |
| Salò                               | Brescia               | Lombardia             |
| Salorno                            | Bolzano               | Trentino-Alto Adige   |
| Salsomaggiore Terme                | Parma                 | Emilia-Romagna        |
| Saltara                            | Pesaro e Urbino       | Marche                |
| Saltrio                            | Varese                | Lombardia             |
| Saludecio                          | Rimini                | Emilia-Romagna        |
| Saluggia                           | Vercelli              | Piemont               |
| Salussola                          | Biella                | Piemont               |
| Saluzzo                            | Cuneo                 | Piemont               |
| Salve                              | Lecce                 | Puglia                |
| Salvirola                          | Cremona               | Lombardia             |
| Salvitelle                         | Salerno               | Campania              |
| Salza di Pinerolo                  | Torino                | Piemont               |
| Salza Irpina                       | Avellino              | Campania              |
| Salzano                            | Veneția               | Veneto                |
| Samarate                           | Varese                | Lombardia             |
| Samassi                            | Medio Campidano       | Sardinia              |
| Samatzai                           | Cagliari              | Sardinia              |
| Sambuca di Sicilia                 | Agrigento             | Sicilia               |
| Sambuca Pistoiese                  | Pistoia               | Toscana               |
| Sambuci                            | Roma                  | Lazio                 |
| Sambuco                            | Cuneo                 | Piemont               |
| Sammichele di Bari                 | Bari                  | Puglia                |
| Samo                               | Reggio Calabria       | Calabria              |
| Samolaco                           | Sondrio               | Lombardia             |
| Samone                             | Torino                | Piemont               |
| Samone                             | Trento                | Trentino-Alto Adige   |
| Sampeyre                           | Cuneo                 | Piemont               |
| Samugheo                           | Oristano              | Sardinia              |
| San Bartolomeo al Mare             | Imperia               | Liguria               |
| San Bartolomeo in Galdo            | Benevento             | Campania              |
| San Bartolomeo Val Cavargna        | Como                  | Lombardia             |
| San Basile                         | Cosenza               | Calabria              |
| San Basilio                        | Cagliari              | Sardinia              |
| San Bassano                        | Cremona               | Lombardia             |
| San Bellino                        | Rovigo                | Veneto                |
| San Benedetto Belbo                | Cuneo                 | Piemont               |
| San Benedetto dei Marsi            | L'Aquila              | Abruzzo               |
| San Benedetto del Tronto           | Ascoli Piceno         | Marche                |
| San Benedetto in Perillis          | L'Aquila              | Abruzzo               |
| San Benedetto Po                   | Mantova               | Lombardia             |
| San Benedetto Ullano               | Cosenza               | Calabria              |
| San Benedetto Val di Sambro        | Bologna               | Emilia-Romagna        |
| San Benigno Canavese               | Torino                | Piemont               |
| San Bernardino Verbano             | Verbano-Cusio-Ossola  | Piemont               |
| San Biagio della Cima              | Imperia               | Liguria               |
| San Biagio di Callalta             | Treviso               | Veneto                |
| San Biagio Platani                 | Agrigento             | Sicilia               |
| San Biagio Saracinisco             | Frosinone             | Lazio                 |
| San Biase                          | Campobasso            | Molise                |
| San Bonifacio                      | Verona                | Veneto                |
| San Buono                          | Chieti                | Abruzzo               |
| San Calogero                       | Vibo Valentia         | Calabria              |
| San Candido                        | Bolzano               | Trentino-Alto Adige   |
| San Canzian d'Isonzo               | Gorizia               | Friuli-Veneția Giulia |
| San Carlo Canavese                 | Torino                | Piemont               |
| San Casciano dei Bagni             | Siena                 | Toscana               |
| San Casciano in Val di Pesa        | Florența              | Toscana               |
| San Cassiano                       | Lecce                 | Puglia                |
| San Cataldo                        | Caltanissetta         | Sicilia               |
| San Cesareo                        | Roma                  | Lazio                 |
| San Cesario di Lecce               | Lecce                 | Puglia                |
| San Cesario sul Panaro             | Modena                | Emilia-Romagna        |
| San Chirico Nuovo                  | Potenza               | Basilicata            |
| San Chirico Raparo                 | Potenza               | Basilicata            |
| San Cipirello                      | Palermo               | Sicilia               |
| San Cipriano d'Aversa              | Caserta               | Campania              |
| San Cipriano Picentino             | Salerno               | Campania              |
| San Cipriano Po                    | Pavia                 | Lombardia             |
| San Clemente                       | Rimini                | Emilia-Romagna        |
| San Colombano al Lambro            | Milano                | Lombardia             |
| San Colombano Belmonte             | Torino                | Piemont               |
| San Colombano Certenoli            | Genova                | Liguria               |
| San Cono                           | Catania               | Sicilia               |
| San Cosmo Albanese                 | Cosenza               | Calabria              |
| San Costantino Albanese            | Potenza               | Basilicata            |
| San Costantino Calabro             | Vibo Valentia         | Calabria              |
| San Costanzo                       | Pesaro e Urbino       | Marche                |
| San Cristoforo                     | Alessandria           | Piemont               |
| San Damiano al Colle               | Pavia                 | Lombardia             |
| San Damiano d'Asti                 | Asti                  | Piemont               |
| San Damiano Macra                  | Cuneo                 | Piemont               |
| San Daniele del Friuli             | Udine                 | Friuli-Veneția Giulia |
| San Daniele Po                     | Cremona               | Lombardia             |
| San Demetrio Corone                | Cosenza               | Calabria              |
| San Demetrio ne' Vestini           | L'Aquila              | Abruzzo               |
| San Didero                         | Torino                | Piemont               |
| San Donà di Piave                  | Veneția               | Veneto                |
| San Donaci                         | Brindisi              | Puglia                |
| San Donato di Lecce                | Lecce                 | Puglia                |
| San Donato di Ninea                | Cosenza               | Calabria              |
| San Donato Milanese                | Milano                | Lombardia             |
| San Donato Val di Comino           | Frosinone             | Lazio                 |
| San Dorligo della Valle            | Trieste               | Friuli-Veneția Giulia |
| San Fedele Intelvi                 | Como                  | Lombardia             |
| San Fele                           | Potenza               | Basilicata            |
| San Felice a Cancello              | Caserta               | Campania              |
| San Felice Circeo                  | Latina                | Lazio                 |
| San Felice del Benaco              | Brescia               | Lombardia             |
| San Felice del Molise              | Campobasso            | Molise                |
| San Felice sul Panaro              | Modena                | Emilia-Romagna        |
| San Ferdinando                     | Reggio Calabria       | Calabria              |
| San Ferdinando di Puglia           | Barletta-Andria-Trani | Puglia                |
| San Fermo della Battaglia          | Como                  | Lombardia             |
| San Fili                           | Cosenza               | Calabria              |
| San Filippo del Mela               | Messina               | Sicilia               |
| San Fior                           | Treviso               | Veneto                |
| San Fiorano                        | Lodi                  | Lombardia             |
| San Floriano del Collio            | Gorizia               | Friuli-Veneția Giulia |
| San Floro                          | Catanzaro             | Calabria              |
| San Francesco al Campo             | Torino                | Piemont               |
| San Fratello                       | Messina               | Sicilia               |
| San Gavino Monreale                | Medio Campidano       | Sardinia              |
| San Gemini                         | Terni                 | Umbria                |
| San Genesio Atesino                | Bolzano               | Trentino-Alto Adige   |
| San Genesio ed Uniti               | Pavia                 | Lombardia             |
| San Gennaro Vesuviano              | Napoli                | Campania              |
| San Germano Chisone                | Torino                | Piemont               |
| San Germano dei Berici             | Vicenza               | Veneto                |
| San Germano Vercellese             | Vercelli              | Piemont               |
| San Gervasio Bresciano             | Brescia               | Lombardia             |
| San Giacomo degli Schiavoni        | Campobasso            | Molise                |
| San Giacomo delle Segnate          | Mantova               | Lombardia             |
| San Giacomo Filippo                | Sondrio               | Lombardia             |
| San Giacomo Vercellese             | Vercelli              | Piemont               |
| San Gillio                         | Torino                | Piemont               |
| San Gimignano                      | Siena                 | Toscana               |
| San Ginesio                        | Macerata              | Marche                |
| San Giorgio a Cremano              | Napoli                | Campania              |
| San Giorgio a Liri                 | Frosinone             | Lazio                 |
| San Giorgio Albanese               | Cosenza               | Calabria              |
| San Giorgio Canavese               | Torino                | Piemont               |
| San Giorgio del Sannio             | Benevento             | Campania              |
| San Giorgio della Richinvelda      | Pordenone             | Friuli-Veneția Giulia |
| San Giorgio delle Pertiche         | Padova                | Veneto                |
| San Giorgio di Lomellina           | Pavia                 | Lombardia             |
| San Giorgio di Mantova             | Mantova               | Lombardia             |
| San Giorgio di Nogaro              | Udine                 | Friuli-Veneția Giulia |
| San Giorgio di Pesaro              | Pesaro e Urbino       | Marche                |
| San Giorgio di Piano               | Bologna               | Emilia-Romagna        |
| San Giorgio in Bosco               | Padova                | Veneto                |
| San Giorgio Ionico                 | Taranto               | Puglia                |
| San Giorgio La Molara              | Benevento             | Campania              |
| San Giorgio Lucano                 | Matera                | Basilicata            |
| San Giorgio Monferrato             | Alessandria           | Piemont               |
| San Giorgio Morgeto                | Reggio Calabria       | Calabria              |
| San Giorgio Piacentino             | Piacenza              | Emilia-Romagna        |
| San Giorgio Scarampi               | Asti                  | Piemont               |
| San Giorgio su Legnano             | Milano                | Lombardia             |
| San Giorio di Susa                 | Torino                | Piemont               |
| San Giovanni a Piro                | Salerno               | Campania              |
| San Giovanni al Natisone           | Udine                 | Friuli-Veneția Giulia |
| San Giovanni Bianco                | Bergamo               | Lombardia             |
| San Giovanni d'Asso                | Siena                 | Toscana               |
| San Giovanni del Dosso             | Mantova               | Lombardia             |
| San Giovanni di Gerace             | Reggio Calabria       | Calabria              |
| San Giovanni Gemini                | Agrigento             | Sicilia               |
| San Giovanni Ilarione              | Verona                | Veneto                |
| San Giovanni in Croce              | Cremona               | Lombardia             |
| San Giovanni in Fiore              | Cosenza               | Calabria              |
| San Giovanni in Galdo              | Campobasso            | Molise                |
| San Giovanni in Marignano          | Rimini                | Emilia-Romagna        |
| San Giovanni in Persiceto          | Bologna               | Emilia-Romagna        |
| San Giovanni Incarico              | Frosinone             | Lazio                 |
| San Giovanni la Punta              | Catania               | Sicilia               |
| San Giovanni Lipioni               | Chieti                | Abruzzo               |
| San Giovanni Lupatoto              | Verona                | Veneto                |
| San Giovanni Rotondo               | Foggia                | Puglia                |
| San Giovanni Suergiu               | Carbonia-Iglesias     | Sardinia              |
| San Giovanni Teatino               | Chieti                | Abruzzo               |
| San Giovanni Valdarno              | Arezzo                | Toscana               |
| San Giuliano del Sannio            | Campobasso            | Molise                |
| San Giuliano di Puglia             | Campobasso            | Molise                |
| San Giuliano Milanese              | Milano                | Lombardia             |
| San Giuliano Terme                 | Pisa                  | Toscana               |
| San Giuseppe Jato                  | Palermo               | Sicilia               |
| San Giuseppe Vesuviano             | Napoli                | Campania              |
| San Giustino                       | Perugia               | Umbria                |
| San Giusto Canavese                | Torino                | Piemont               |
| San Godenzo                        | Florența              | Toscana               |
| San Gregorio d'Ippona              | Vibo Valentia         | Calabria              |
| San Gregorio da Sassola            | Roma                  | Lazio                 |
| San Gregorio di Catania            | Catania               | Sicilia               |
| San Gregorio Magno 6260            | Salerno               | Campania              |
| San Gregorio Matese                | Caserta               | Campania              |
| San Gregorio nelle Alpi            | Belluno               | Veneto                |
| San Lazzaro di Savena              | Bologna               | Emilia-Romagna        |
| San Leo                            | Rimini                | Emilia-Romagna        |
| San Leonardo                       | Udine                 | Friuli-Veneția Giulia |
| San Leonardo in Passiria           | Bolzano               | Trentino-Alto Adige   |
| San Leucio del Sannio              | Benevento             | Campania              |
| San Lorenzello                     | Benevento             | Campania              |
| San Lorenzo                        | Reggio Calabria       | Calabria              |
| San Lorenzo al Mare 6270           | Imperia               | Liguria               |
| San Lorenzo Bellizzi               | Cosenza               | Calabria              |
| San Lorenzo del Vallo              | Cosenza               | Calabria              |
| San Lorenzo di Sebato              | Bolzano               | Trentino-Alto Adige   |
| San Lorenzo in Banale              | Trento                | Trentino-Alto Adige   |
| San Lorenzo in Campo               | Pesaro e Urbino       | Marche                |
| San Lorenzo Isontino               | Gorizia               | Friuli-Veneția Giulia |
| San Lorenzo Maggiore               | Benevento             | Campania              |
| San Lorenzo Nuovo                  | Viterbo               | Lazio                 |
| San Luca                           | Reggio Calabria       | Calabria              |
| San Lucido 6280                    | Cosenza               | Calabria              |
| San Lupo                           | Benevento             | Campania              |
| San Mango d'Aquino                 | Catanzaro             | Calabria              |
| San Mango Piemont                  | Salerno               | Campania              |
| San Mango sul Calore               | Avellino              | Campania              |
| San Marcellino                     | Caserta               | Campania              |
| San Marcello                       | Ancona                | Marche                |
| San Marcello Pistoiese             | Pistoia               | Toscana               |
| San Marco Argentano                | Cosenza               | Calabria              |
| San Marco d'Alunzio                | Messina               | Sicilia               |
| San Marco dei Cavoti 6290          | Benevento             | Campania              |
| San Marco Evangelista              | Caserta               | Campania              |
| San Marco in Lamis                 | Foggia                | Puglia                |
| San Marco la Catola                | Foggia                | Puglia                |
| San Martino al Tagliamento         | Pordenone             | Friuli-Veneția Giulia |
| San Martino Alfieri                | Asti                  | Piemont               |
| San Martino Buon Albergo           | Verona                | Veneto                |
| San Martino Canavese               | Torino                | Piemont               |
| San Martino d'Agri                 | Potenza               | Basilicata            |
| San Martino dall'Argine            | Mantova               | Lombardia             |
| San Martino del Lago 6300          | Cremona               | Lombardia             |
| San Martino di Finita              | Cosenza               | Calabria              |
| San Martino di Lupari              | Padova                | Veneto                |
| San Martino di Venezze             | Rovigo                | Veneto                |
| San Martino in Badia               | Bolzano               | Trentino-Alto Adige   |
| San Martino in Passiria            | Bolzano               | Trentino-Alto Adige   |
| San Martino in Pensilis            | Campobasso            | Molise                |
| San Martino in Rio                 | Reggio Emilia         | Emilia-Romagna        |
| San Martino in Strada              | Lodi                  | Lombardia             |
| San Martino Sannita                | Benevento             | Campania              |
| San Martino Siccomario 6310        | Pavia                 | Lombardia             |
| San Martino sulla Marrucina        | Chieti                | Abruzzo               |
| San Martino Valle Caudina          | Avellino              | Campania              |
| San Marzano di San Giuseppe        | Taranto               | Puglia                |
| San Marzano Oliveto                | Asti                  | Piemont               |
| San Marzano sul Sarno              | Salerno               | Campania              |
| San Massimo                        | Campobasso            | Molise                |
| San Maurizio Canavese              | Torino                | Piemont               |
| San Maurizio d'Opaglio             | Novara                | Piemont               |
| San Mauro Castelverde              | Palermo               | Sicilia               |
| San Mauro Cilento 6320             | Salerno               | Campania              |
| San Mauro di Saline                | Verona                | Veneto                |
| San Mauro Forte                    | Matera                | Basilicata            |
| San Mauro la Bruca                 | Salerno               | Campania              |
| San Mauro Marchesato               | Crotone               | Calabria              |
| San Mauro Pascoli                  | Forlì-Cesena          | Emilia-Romagna        |
| San Mauro Torinese                 | Torino                | Piemont               |
| San Michele al Tagliamento         | Veneția               | Veneto                |
| San Michele all'Adige              | Trento                | Trentino-Alto Adige   |
| San Michele di Ganzaria            | Catania               | Sicilia               |
| San Michele di Serino 6330         | Avellino              | Campania              |
| San Michele Mondovì                | Cuneo                 | Piemont               |
| San Michele Salentino              | Brindisi              | Puglia                |
| San Miniato                        | Pisa                  | Toscana               |
| San Nazario                        | Vicenza               | Veneto                |
| San Nazzaro                        | Benevento             | Campania              |
| San Nazzaro Sesia                  | Novara                | Piemont               |
| San Nazzaro Val Cavargna           | Como                  | Lombardia             |
| San Nicandro Garganico             | Foggia                | Puglia                |
| San Nicola Arcella                 | Cosenza               | Calabria              |
| San Nicola Baronia 6340            | Avellino              | Campania              |
| San Nicola da Crissa               | Vibo Valentia         | Calabria              |
| San Nicola dell'Alto               | Crotone               | Calabria              |
| San Nicola la Strada               | Caserta               | Campania              |
| San Nicola Manfredi                | Benevento             | Campania              |
| San Nicolò d'Arcidano              | Oristano              | Sardinia              |
| San Nicolò di Comelico             | Belluno               | Veneto                |
| San Nicolò Gerrei                  | Cagliari              | Sardinia              |
| San Pancrazio                      | Bolzano               | Trentino-Alto Adige   |
| San Pancrazio Salentino            | Brindisi              | Puglia                |
| San Paolo 6350                     | Brescia               | Lombardia             |
| San Paolo Albanese                 | Potenza               | Basilicata            |
| San Paolo Bel Sito                 | Napoli                | Campania              |
| San Paolo Cervo                    | Biella                | Piemont               |
| San Paolo d'Argon                  | Bergamo               | Lombardia             |
| San Paolo di Civitate              | Foggia                | Puglia                |
| San Paolo di Jesi                  | Ancona                | Marche                |
| San Paolo Solbrito                 | Asti                  | Piemont               |
| San Pellegrino Terme               | Bergamo               | Lombardia             |
| San Pier d'Isonzo                  | Gorizia               | Friuli-Veneția Giulia |
| San Pier Niceto 6360               | Messina               | Sicilia               |
| San Piero a Sieve                  | Florența              | Toscana               |
| San Piero Patti                    | Messina               | Sicilia               |
| San Pietro a Maida                 | Catanzaro             | Calabria              |
| San Pietro al Natisone             | Udine                 | Friuli-Veneția Giulia |
| San Pietro al Tanagro              | Salerno               | Campania              |
| San Pietro Apostolo                | Catanzaro             | Calabria              |
| San Pietro Avellana                | Isernia               | Molise                |
| San Pietro Clarenza                | Catania               | Sicilia               |
| San Pietro di Cadore               | Belluno               | Veneto                |
| San Pietro di Caridà 6370          | Reggio Calabria       | Calabria              |
| San Pietro di Feletto              | Treviso               | Veneto                |
| San Pietro di Morubio              | Verona                | Veneto                |
| San Pietro in Amantea              | Cosenza               | Calabria              |
| San Pietro in Cariano              | Verona                | Veneto                |
| San Pietro in Casale               | Bologna               | Emilia-Romagna        |
| San Pietro in Cerro                | Piacenza              | Emilia-Romagna        |
| San Pietro in Gu                   | Padova                | Veneto                |
| San Pietro in Guarano              | Cosenza               | Calabria              |
| San Pietro in Lama                 | Lecce                 | Puglia                |
| San Pietro Infine 6380             | Caserta               | Campania              |
| San Pietro Mosezzo                 | Novara                | Piemont               |
| San Pietro Mussolino               | Vicenza               | Veneto                |
| San Pietro Val Lemina              | Torino                | Piemont               |
| San Pietro Vernotico               | Brindisi              | Puglia                |
| San Pietro Viminario               | Padova                | Veneto                |
| San Pio delle Camere               | L'Aquila              | Abruzzo               |
| San Polo d'Enza                    | Reggio Emilia         | Emilia-Romagna        |
| San Polo dei Cavalieri             | Roma                  | Lazio                 |
| San Polo di Piave                  | Treviso               | Veneto                |
| San Polo Matese 6390               | Campobasso            | Molise                |
| San Ponso                          | Torino                | Piemont               |
| San Possidonio                     | Modena                | Emilia-Romagna        |
| San Potito Sannitico               | Caserta               | Campania              |
| San Potito Ultra                   | Avellino              | Campania              |
| San Prisco                         | Caserta               | Campania              |
| San Procopio                       | Reggio Calabria       | Calabria              |
| San Prospero                       | Modena                | Emilia-Romagna        |
| San Quirico d'Orcia                | Siena                 | Toscana               |
| San Quirino                        | Pordenone             | Friuli-Veneția Giulia |
| San Raffaele Cimena 6400           | Torino                | Piemont               |
| San Roberto                        | Reggio Calabria       | Calabria              |
| San Rocco al Porto                 | Lodi                  | Lombardia             |
| San Romano in Garfagnana           | Lucca                 | Toscana               |
| San Rufo                           | Salerno               | Campania              |
| San Salvatore di Fitalia           | Messina               | Sicilia               |
| San Salvatore Monferrato           | Alessandria           | Piemont               |
| San Salvatore Telesino             | Benevento             | Campania              |
| San Salvo                          | Chieti                | Abruzzo               |
| San Sebastiano al Vesuvio          | Napoli                | Campania              |
| San Sebastiano Curone 6410         | Alessandria           | Piemont               |
| San Sebastiano da Po               | Torino                | Piemont               |
| San Secondo di Pinerolo            | Torino                | Piemont               |
| San Secondo Parmense               | Parma                 | Emilia-Romagna        |
| San Severino Lucano                | Potenza               | Basilicata            |
| San Severino Marche                | Macerata              | Marche                |
| San Severo                         | Foggia                | Puglia                |
| San Siro                           | Como                  | Lombardia             |
| San Sossio Baronia                 | Avellino              | Campania              |
| San Sostene                        | Catanzaro             | Calabria              |
| San Sosti 6420                     | Cosenza               | Calabria              |
| San Sperate                        | Cagliari              | Sardinia              |
| San Tammaro                        | Caserta               | Campania              |
| San Teodoro                        | Sassari               | Sardinia              |
| San Teodoro                        | Messina               | Sicilia               |
| San Tomaso Agordino                | Belluno               | Veneto                |
| San Valentino in Abruzzo Citeriore | Pescara               | Abruzzo               |
| San Valentino Torio                | Salerno               | Campania              |
| San Venanzo                        | Terni                 | Umbria                |
| San Vendemiano                     | Treviso               | Veneto                |
| San Vero Milis 6430                | Oristano              | Sardinia              |
| San Vincenzo                       | Livorno               | Toscana               |
| San Vincenzo La Costa              | Cosenza               | Calabria              |
| San Vincenzo Valle Roveto          | L'Aquila              | Abruzzo               |
| San Vitaliano                      | Napoli                | Campania              |
| San Vito                           | Cagliari              | Sardinia              |
| San Vito al Tagliamento            | Pordenone             | Friuli-Veneția Giulia |
| San Vito al Torre                  | Udine                 | Friuli-Veneția Giulia |
| San Vito Chietino                  | Chieti                | Abruzzo               |
| San Vito dei Normanni              | Brindisi              | Puglia                |
| San Vito di Cadore 6440            | Belluno               | Veneto                |
| San Vito di Fagagna                | Udine                 | Friuli-Veneția Giulia |
| San Vito di Leguzzano              | Vicenza               | Veneto                |
| San Vito Lo Capo                   | Trapani               | Sicilia               |
| San Vito Romano                    | Roma                  | Lazio                 |
| San Vito sullo Ionio               | Catanzaro             | Calabria              |
| San Vittore del Lazio              | Frosinone             | Lazio                 |
| San Vittore Olona                  | Milano                | Lombardia             |
| San Zeno di Montagna               | Verona                | Veneto                |
| San Zeno Naviglio                  | Brescia               | Lombardia             |
| San Zenone al Lambro 6450          | Milano                | Lombardia             |
| San Zenone al Po                   | Pavia                 | Lombardia             |
| San Zenone degli Ezzelini          | Treviso               | Veneto                |
| Sanarica                           | Lecce                 | Puglia                |
| Sandigliano                        | Biella                | Piemont               |
| Sandrigo                           | Vicenza               | Veneto                |
| Sanfrè                             | Cuneo                 | Piemont               |
| Sanfront                           | Cuneo                 | Piemont               |
| Sangano                            | Torino                | Piemont               |
| Sangiano                           | Varese                | Lombardia             |
| Sangineto 6460                     | Cosenza               | Calabria              |
| Sanguinetto                        | Verona                | Veneto                |
| Sanluri                            | Medio Campidano       | Sardinia              |
| Sannazzaro de' Burgondi            | Pavia                 | Lombardia             |
| Sannicandro di Bari                | Bari                  | Puglia                |
| Sannicola                          | Lecce                 | Puglia                |
| Sanremo                            | Imperia               | Liguria               |
| Sansepolcro 6467                   | Arezzo                | Toscana               |
| San Stino di Livenza 6468          | Veneția               | Veneto                |
| Sant'Agapito                       | Isernia               | Molise                |
| Sant'Agata Bolognese 6470          | Bologna               | Emilia-Romagna        |
| Sant'Agata de' Goti                | Benevento             | Campania              |
| Sant'Agata del Bianco              | Reggio Calabria       | Calabria              |
| Sant'Agata di Esaro                | Cosenza               | Calabria              |
| Sant'Agata di Militello            | Messina               | Sicilia               |
| Sant'Agata di Puglia               | Foggia                | Puglia                |
| Sant'Agata Feltria                 | Rimini                | Emilia-Romagna        |
| Sant'Agata Fossili                 | Alessandria           | Piemont               |
| Sant'Agata li Battiati             | Catania               | Sicilia               |
| Sant'Agata sul Santerno            | Ravenna               | Emilia-Romagna        |
| Sant'Agnello 6480                  | Napoli                | Campania              |
| Sant'Agostino                      | Ferrara               | Emilia-Romagna        |
| Sant'Albano Stura                  | Cuneo                 | Piemont               |
| Sant'Alessio con Vialone           | Pavia                 | Lombardia             |
| Sant'Alessio in Aspromonte         | Reggio Calabria       | Calabria              |
| Sant'Alessio Siculo                | Messina               | Sicilia               |
| Sant'Alfio                         | Catania               | Sicilia               |
| Sant'Ambrogio di Torino            | Torino                | Piemont               |
| Sant'Ambrogio di Valpolicella      | Verona                | Veneto                |
| Sant'Ambrogio sul Garigliano       | Frosinone             | Lazio                 |
| Sant'Anastasia 6490                | Napoli                | Campania              |
| Sant'Anatolia di Narco             | Perugia               | Umbria                |
| Sant'Andrea Apostolo dello Ionio   | Catanzaro             | Calabria              |
| Sant'Andrea del Garigliano         | Frosinone             | Lazio                 |
| Sant'Andrea di Conza               | Avellino              | Campania              |
| Sant'Andrea Frius                  | Cagliari              | Sardinia              |
| Sant'Angelo a Cupolo               | Benevento             | Campania              |
| Sant'Angelo a Fasanella            | Salerno               | Campania              |
| Sant'Angelo a Scala                | Avellino              | Campania              |
| Sant'Angelo all'Esca               | Avellino              | Campania              |
| Sant'Angelo d'Alife 6500           | Caserta               | Campania              |
| Sant'Angelo dei Lombardi           | Avellino              | Campania              |
| Sant'Angelo del Pesco              | Isernia               | Molise                |
| Sant'Angelo di Brolo               | Messina               | Sicilia               |
| Sant'Angelo di Piove di Sacco      | Padova                | Veneto                |
| Sant'Angelo in Lizzola             | Pesaro e Urbino       | Marche                |
| Sant'Angelo in Pontano             | Macerata              | Marche                |
| Sant'Angelo in Vado                | Pesaro e Urbino       | Marche                |
| Sant'Angelo Le Fratte              | Potenza               | Basilicata            |
| Sant'Angelo Limosano               | Campobasso            | Molise                |
| Sant'Angelo Lodigiano 6510         | Lodi                  | Lombardia             |
| Sant'Angelo Lomellina              | Pavia                 | Lombardia             |
| Sant'Angelo Muxaro                 | Agrigento             | Sicilia               |
| Sant'Angelo Romano                 | Roma                  | Lazio                 |
| Sant'Anna Arresi                   | Carbonia-Iglesias     | Sardinia              |
| Sant'Anna d'Alfaedo                | Verona                | Veneto                |
| Sant'Antimo                        | Napoli                | Campania              |
| Sant'Antioco                       | Carbonia-Iglesias     | Sardinia              |
| Sant'Antonino di Susa              | Torino                | Piemont               |
| Sant'Antonio Abate                 | Napoli                | Campania              |
| Sant'Antonio di Gallura 6520       | Sassari               | Sardinia              |
| Sant'Apollinare                    | Frosinone             | Lazio                 |
| Sant'Arcangelo                     | Potenza               | Basilicata            |
| Sant'Arcangelo Trimonte            | Benevento             | Campania              |
| Sant'Arpino                        | Caserta               | Campania              |
| Sant'Arsenio                       | Salerno               | Campania              |
| Sant'Egidio alla Vibrata           | Teramo                | Abruzzo               |
| Sant'Egidio del Monte Albino       | Salerno               | Campania              |
| Sant'Elena                         | Padova                | Veneto                |
| Sant'Elena Sannita                 | Isernia               | Molise                |
| Sant'Elia a Pianisi 6530           | Campobasso            | Molise                |
| Sant'Elia Fiumerapido              | Frosinone             | Lazio                 |
| Sant'Elpidio a Mare                | Fermo                 | Marche                |
| Sant'Eufemia a Maiella             | Pescara               | Abruzzo               |
| Sant'Eufemia d'Aspromonte          | Reggio Calabria       | Calabria              |
| Sant'Eusanio del Sangro            | Chieti                | Abruzzo               |
| Sant'Eusanio Forconese             | L'Aquila              | Abruzzo               |
| Sant'Ilario d'Enza                 | Reggio Emilia         | Emilia-Romagna        |
| Sant'Ilario dello Ionio            | Reggio Calabria       | Calabria              |
| Sant'Ippolito                      | Pesaro e Urbino       | Marche                |
| Sant'Olcese 6540                   | Genova                | Liguria               |
| Sant'Omero                         | Teramo                | Abruzzo               |
| Sant'Omobono Terme                 | Bergamo               | Lombardia             |
| Sant'Onofrio                       | Vibo Valentia         | Calabria              |
| Sant'Oreste                        | Roma                  | Lazio                 |
| Sant'Orsola Terme                  | Trento                | Trentino-Alto Adige   |
| Sant'Urbano                        | Padova                | Veneto                |
| Santa Brigida                      | Bergamo               | Lombardia             |
| Santa Caterina Albanese            | Cosenza               | Calabria              |
| Santa Caterina dello Ionio         | Catanzaro             | Calabria              |
| Santa Caterina Villarmosa 6550     | Caltanissetta         | Sicilia               |
| Santa Cesarea Terme                | Lecce                 | Puglia                |
| Santa Cristina d'Aspromonte        | Reggio Calabria       | Calabria              |
| Santa Cristina e Bissone           | Pavia                 | Lombardia             |
| Santa Cristina Gela                | Palermo               | Sicilia               |
| Santa Cristina Valgardena          | Bolzano               | Trentino-Alto Adige   |
| Santa Croce Camerina               | Ragusa                | Sicilia               |
| Santa Croce del Sannio             | Benevento             | Campania              |
| Santa Croce di Magliano            | Campobasso            | Molise                |
| Santa Croce sull'Arno              | Pisa                  | Toscana               |
| Santa Domenica Talao 6560          | Cosenza               | Calabria              |
| Santa Domenica Vittoria            | Messina               | Sicilia               |
| Santa Elisabetta                   | Agrigento             | Sicilia               |
| Santa Fiora                        | Grosseto              | Toscana               |
| Santa Flavia                       | Palermo               | Sicilia               |
| Santa Giuletta                     | Pavia                 | Lombardia             |
| Santa Giusta                       | Oristano              | Sardinia              |
| Santa Giustina                     | Belluno               | Veneto                |
| Santa Giustina in Colle            | Padova                | Veneto                |
| Santa Luce                         | Pisa                  | Toscana               |
| Santa Lucia del Mela 6570          | Messina               | Sicilia               |
| Santa Lucia di Piave               | Treviso               | Veneto                |
| Santa Lucia di Serino              | Avellino              | Campania              |
| Santa Margherita d'Adige           | Padova                | Veneto                |
| Santa Margherita di Belice         | Agrigento             | Sicilia               |
| Santa Margherita di Staffora       | Pavia                 | Lombardia             |
| Santa Margherita Ligure            | Genova                | Liguria               |
| Santa Maria a Monte                | Pisa                  | Toscana               |
| Santa Maria a Vico                 | Caserta               | Campania              |
| Santa Maria Capua Vetere           | Caserta               | Campania              |
| Santa Maria Coghinas 6580          | Sassari               | Sardinia              |
| Santa Maria del Cedro              | Cosenza               | Calabria              |
| Santa Maria del Molise             | Isernia               | Molise                |
| Santa Maria della Versa            | Pavia                 | Lombardia             |
| Santa Maria di Licodia             | Catania               | Sicilia               |
| Santa Maria di Sala                | Veneția               | Veneto                |
| Santa Maria Hoè                    | Lecco                 | Lombardia             |
| Santa Maria Imbaro                 | Chieti                | Abruzzo               |
| Santa Maria la Carità              | Napoli                | Campania              |
| Santa Maria la Fossa               | Caserta               | Campania              |
| Santa Maria la Longa 6590          | Udine                 | Friuli-Veneția Giulia |
| Santa Maria Maggiore               | Verbano-Cusio-Ossola  | Piemont               |
| Santa Maria Nuova                  | Ancona                | Marche                |
| Santa Marina                       | Salerno               | Campania              |
| Santa Marina Salina                | Messina               | Sicilia               |
| Santa Marinella                    | Roma                  | Lazio                 |
| Santa Ninfa                        | Trapani               | Sicilia               |
| Santa Paolina                      | Avellino              | Campania              |
| Santa Severina                     | Crotone               | Calabria              |
| Santa Sofia                        | Forlì-Cesena          | Emilia-Romagna        |
| Santa Sofia d'Epiro 6600           | Cosenza               | Calabria              |
| Santa Teresa di Riva               | Messina               | Sicilia               |
| Santa Teresa Gallura               | Sassari               | Sardinia              |
| Santa Venerina                     | Catania               | Sicilia               |
| Santa Vittoria d'Alba              | Cuneo                 | Piemont               |
| Santa Vittoria in Matenano         | Fermo                 | Marche                |
| Santadi                            | Carbonia-Iglesias     | Sardinia              |
| Santarcangelo di Romagna           | Rimini                | Emilia-Romagna        |
| Sante Marie                        | L'Aquila              | Abruzzo               |
| Santena                            | Torino                | Piemont               |
| Santeramo in Colle 6610            | Bari                  | Puglia                |
| Santhià                            | Vercelli              | Piemont               |
| Santi Cosma e Damiano              | Latina                | Lazio                 |
| Santo Stefano al Mare              | Imperia               | Liguria               |
| Santo Stefano Belbo                | Cuneo                 | Piemont               |
| Santo Stefano d'Aveto              | Genova                | Liguria               |
| Santo Stefano del Sole             | Avellino              | Campania              |
| Santo Stefano di Cadore            | Belluno               | Veneto                |
| Santo Stefano di Camastra          | Messina               | Sicilia               |
| Santo Stefano di Magra             | Spezia                | Liguria               |
| Santo Stefano di Rogliano 6620     | Cosenza               | Calabria              |
| Santo Stefano di Sessanio          | L'Aquila              | Abruzzo               |
| Santo Stefano in Aspromonte        | Reggio Calabria       | Calabria              |
| Santo Stefano Lodigiano            | Lodi                  | Lombardia             |
| Santo Stefano Quisquina            | Agrigento             | Sicilia               |
| Santo Stefano Roero                | Cuneo                 | Piemont               |
| Santo Stefano Ticino               | Milano                | Lombardia             |
| Santomenna                         | Salerno               | Campania              |
| Santopadre                         | Frosinone             | Lazio                 |
| Santorso                           | Vicenza               | Veneto                |
| Santu Lussurgiu 6630               | Oristano              | Sardinia              |
| Sanza                              | Salerno               | Campania              |
| Sanzeno                            | Trento                | Trentino-Alto Adige   |
| Saonara                            | Padova                | Veneto                |
| Saponara                           | Messina               | Sicilia               |
| Sappada                            | Belluno               | Veneto                |
| Sapri                              | Salerno               | Campania              |
| Saracena                           | Cosenza               | Calabria              |
| Saracinesco                        | Roma                  | Lazio                 |
| Sarcedo                            | Vicenza               | Veneto                |
| Sarconi 6640                       | Potenza               | Basilicata            |
| Sardara                            | Medio Campidano       | Sardinia              |
| Sardigliano                        | Alessandria           | Piemont               |
| Sarego                             | Vicenza               | Veneto                |
| Sarentino                          | Bolzano               | Trentino-Alto Adige   |
| Sarezzano                          | Alessandria           | Piemont               |
| Sarezzo                            | Brescia               | Lombardia             |
| Sarmato                            | Piacenza              | Emilia-Romagna        |
| Sarmede                            | Treviso               | Veneto                |
| Sarnano                            | Macerata              | Marche                |
| Sarnico 6650                       | Bergamo               | Lombardia             |
| Sarno                              | Salerno               | Campania              |
| Sarnonico                          | Trento                | Trentino-Alto Adige   |
| Saronno                            | Varese                | Lombardia             |
| Sarre                              | Aosta                 | Valle d'Aosta         |
| Sarroch                            | Cagliari              | Sardinia              |
| Sarsina                            | Forlì-Cesena          | Emilia-Romagna        |
| Sarteano                           | Siena                 | Toscana               |
| Sartirana Lomellina                | Pavia                 | Lombardia             |
| Sarule                             | Nuoro                 | Sardinia              |
| Sarzana 6660                       | Spezia                | Liguria               |
| Sassano                            | Salerno               | Campania              |
| Sassari                            | Sassari               | Sardinia              |
| Sassello                           | Savona                | Liguria               |
| Sassetta                           | Livorno               | Toscana               |
| Sassinoro                          | Benevento             | Campania              |
| Sasso di Castalda                  | Potenza               | Basilicata            |
| Sasso Marconi                      | Bologna               | Emilia-Romagna        |
| Sassocorvaro                       | Pesaro e Urbino       | Marche                |
| Sassofeltrio                       | Pesaro e Urbino       | Marche                |
| Sassoferrato 6670                  | Ancona                | Marche                |
| Sassuolo                           | Modena                | Emilia-Romagna        |
| Satriano                           | Catanzaro             | Calabria              |
| Satriano di Lucania                | Potenza               | Basilicata            |
| Sauris                             | Udine                 | Friuli-Veneția Giulia |
| Sauze d'Oulx                       | Torino                | Piemont               |
| Sauze di Cesana                    | Torino                | Piemont               |
| Sava                               | Taranto               | Puglia                |
| Savelli                            | Crotone               | Calabria              |
| Saviano                            | Napoli                | Campania              |
| Savigliano 6680                    | Cuneo                 | Piemont               |
| Savignano Irpino                   | Avellino              | Campania              |
| Savignano sul Panaro               | Modena                | Emilia-Romagna        |
| Savignano sul Rubicone             | Forlì-Cesena          | Emilia-Romagna        |
| Savigno                            | Bologna               | Emilia-Romagna        |
| Savignone                          | Genova                | Liguria               |
| Saviore dell'Adamello              | Brescia               | Lombardia             |
| Savoca                             | Messina               | Sicilia               |
| Savogna                            | Udine                 | Friuli-Veneția Giulia |
| Savogna d'Isonzo                   | Gorizia               | Friuli-Veneția Giulia |
| Savoia di Lucania 6690             | Potenza               | Basilicata            |
| Savona                             | Savona                | Liguria               |
| Scafa                              | Pescara               | Abruzzo               |
| Scafati                            | Salerno               | Campania              |
| Scagnello                          | Cuneo                 | Piemont               |
| Scala                              | Salerno               | Campania              |
| Scala Coeli                        | Cosenza               | Calabria              |
| Scaldasole                         | Pavia                 | Lombardia             |
| Scalea                             | Cosenza               | Calabria              |
| Scalenghe                          | Torino                | Piemont               |
| Scaletta Zanclea 6700              | Messina               | Sicilia               |
| Scampitella                        | Avellino              | Campania              |
| Scandale                           | Crotone               | Calabria              |
| Scandiano                          | Reggio Emilia         | Emilia-Romagna        |
| Scandicci                          | Florența              | Toscana               |
| Scandolara Ravara                  | Cremona               | Lombardia             |
| Scandolara Ripa d'Oglio            | Cremona               | Lombardia             |
| Scandriglia                        | Rieti                 | Lazio                 |
| Scanno                             | L'Aquila              | Abruzzo               |
| Scano di Montiferro                | Oristano              | Sardinia              |
| Scansano 6710                      | Grosseto              | Toscana               |
| Scanzano Jonico                    | Matera                | Basilicata            |
| Scanzorosciate                     | Bergamo               | Lombardia             |
| Scapoli                            | Isernia               | Molise                |
| Scarlino                           | Grosseto              | Toscana               |
| Scarmagno                          | Torino                | Piemont               |
| Scarnafigi                         | Cuneo                 | Piemont               |
| Scarperia                          | Florența              | Toscana               |
| Scena                              | Bolzano               | Trentino-Alto Adige   |
| Scerni                             | Chieti                | Abruzzo               |
| Scheggia e Pascelupo 6720          | Perugia               | Umbria                |
| Scheggino                          | Perugia               | Umbria                |
| Schiavi di Abruzzo                 | Chieti                | Abruzzo               |
| Schiavon                           | Vicenza               | Veneto                |
| Schignano                          | Como                  | Lombardia             |
| Schilpario                         | Bergamo               | Lombardia             |
| Schio                              | Vicenza               | Veneto                |
| Schivenoglia                       | Mantova               | Lombardia             |
| Sciacca                            | Agrigento             | Sicilia               |
| Sciara                             | Palermo               | Sicilia               |
| Scicli 6730                        | Ragusa                | Sicilia               |
| Scido                              | Reggio Calabria       | Calabria              |
| Scigliano                          | Cosenza               | Calabria              |
| Scilla                             | Reggio Calabria       | Calabria              |
| Scillato                           | Palermo               | Sicilia               |
| Sciolze                            | Torino                | Piemont               |
| Scisciano                          | Napoli                | Campania              |
| Sclafani Bagni                     | Palermo               | Sicilia               |
| Scontrone                          | L'Aquila              | Abruzzo               |
| Scopa                              | Vercelli              | Piemont               |
| Scopello 6740                      | Vercelli              | Piemont               |
| Scoppito                           | L'Aquila              | Abruzzo               |
| Scordia                            | Catania               | Sicilia               |
| Scorrano                           | Lecce                 | Puglia                |
| Scorzè                             | Veneția               | Veneto                |
| Scurcola Marsicana                 | L'Aquila              | Abruzzo               |
| Scurelle                           | Trento                | Trentino-Alto Adige   |
| Scurzolengo                        | Asti                  | Piemont               |
| Seborga                            | Imperia               | Liguria               |
| Secinaro                           | L'Aquila              | Abruzzo               |
| Seclì 6750                         | Lecce                 | Puglia                |
| Secugnago                          | Lodi                  | Lombardia             |
| Sedegliano                         | Udine                 | Friuli-Veneția Giulia |
| Sedico                             | Belluno               | Veneto                |
| Sedilo                             | Oristano              | Sardinia              |
| Sedini                             | Sassari               | Sardinia              |
| Sedriano                           | Milano                | Lombardia             |
| Sedrina                            | Bergamo               | Lombardia             |
| Sefro                              | Macerata              | Marche                |
| Segariu                            | Medio Campidano       | Sardinia              |
| Seggiano 6760                      | Grosseto              | Toscana               |
| Segni                              | Roma                  | Lazio                 |
| Segonzano                          | Trento                | Trentino-Alto Adige   |
| Segrate                            | Milano                | Lombardia             |
| Segusino                           | Treviso               | Veneto                |
| Selargius                          | Cagliari              | Sardinia              |
| Selci                              | Rieti                 | Lazio                 |
| Selegas                            | Cagliari              | Sardinia              |
| Sellano                            | Perugia               | Umbria                |
| Sellero                            | Brescia               | Lombardia             |
| Sellia 6770                        | Catanzaro             | Calabria              |
| Sellia Marina                      | Catanzaro             | Calabria              |
| Selva dei Molini                   | Bolzano               | Trentino-Alto Adige   |
| Selva di Cadore                    | Belluno               | Veneto                |
| Selva di Progno                    | Verona                | Veneto                |
| Selva di Val Gardena               | Bolzano               | Trentino-Alto Adige   |
| Selvazzano Dentro                  | Padova                | Veneto                |
| Selve Marcone                      | Biella                | Piemont               |
| Selvino                            | Bergamo               | Lombardia             |
| Semestene                          | Sassari               | Sardinia              |
| Semiana 6780                       | Pavia                 | Lombardia             |
| Seminara                           | Reggio Calabria       | Calabria              |
| Semproniano                        | Grosseto              | Toscana               |
| Senago                             | Milano                | Lombardia             |
| Senale-San Felice                  | Bolzano               | Trentino-Alto Adige   |
| Senales                            | Bolzano               | Trentino-Alto Adige   |
| Seneghe                            | Oristano              | Sardinia              |
| Senerchia                          | Avellino              | Campania              |
| Seniga                             | Brescia               | Lombardia             |
| Senigallia                         | Ancona                | Marche                |
| Senis 6790                         | Oristano              | Sardinia              |
| Senise                             | Potenza               | Basilicata            |
| Senna Comasco                      | Como                  | Lombardia             |
| Senna Lodigiana                    | Lodi                  | Lombardia             |
| Sennariolo                         | Oristano              | Sardinia              |
| Sennori                            | Sassari               | Sardinia              |
| Senorbì                            | Cagliari              | Sardinia              |
| Sepino                             | Campobasso            | Molise                |
| Seppiana                           | Verbano-Cusio-Ossola  | Piemont               |
| Sequals                            | Pordenone             | Friuli-Veneția Giulia |
| Seravezza 6800                     | Lucca                 | Toscana               |
| Serdiana                           | Cagliari              | Sardinia              |
| Seregno                            | Monza e della Brianza | Lombardia             |
| Seren del Grappa                   | Belluno               | Veneto                |
| Sergnano                           | Cremona               | Lombardia             |
| Seriate                            | Bergamo               | Lombardia             |
| Serina                             | Bergamo               | Lombardia             |
| Serino                             | Avellino              | Campania              |
| Serle                              | Brescia               | Lombardia             |
| Sermide                            | Mantova               | Lombardia             |
| Sermoneta 6810                     | Latina                | Lazio                 |
| Sernaglia della Battaglia          | Treviso               | Veneto                |
| Sernio                             | Sondrio               | Lombardia             |
| Serole                             | Asti                  | Piemont               |
| Serra d'Aiello                     | Cosenza               | Calabria              |
| Serra de' Conti                    | Ancona                | Marche                |
| Serra Pedace                       | Cosenza               | Calabria              |
| Serra Riccò                        | Genova                | Liguria               |
| Serra San Bruno                    | Vibo Valentia         | Calabria              |
| Serra San Quirico                  | Ancona                | Marche                |
| Serra Sant'Abbondio 6820           | Pesaro e Urbino       | Marche                |
| Serracapriola                      | Foggia                | Puglia                |
| Serradifalco                       | Caltanissetta         | Sicilia               |
| Serralunga d'Alba                  | Cuneo                 | Piemont               |
| Serralunga di Crea                 | Alessandria           | Piemont               |
| Serramanna                         | Medio Campidano       | Sardinia              |
| Serramazzoni                       | Modena                | Emilia-Romagna        |
| Serramezzana                       | Salerno               | Campania              |
| Serramonacesca                     | Pescara               | Abruzzo               |
| Serrapetrona                       | Macerata              | Marche                |
| Serrara Fontana 6830               | Napoli                | Campania              |
| Serrastretta                       | Catanzaro             | Calabria              |
| Serrata                            | Reggio Calabria       | Calabria              |
| Serravalle a Po                    | Mantova               | Lombardia             |
| Serravalle di Chienti              | Macerata              | Marche                |
| Serravalle Langhe                  | Cuneo                 | Piemont               |
| Serravalle Pistoiese               | Pistoia               | Toscana               |
| Serravalle Scrivia                 | Alessandria           | Piemont               |
| Serravalle Sesia                   | Vercelli              | Piemont               |
| Serre                              | Salerno               | Campania              |
| Serrenti 6840                      | Medio Campidano       | Sardinia              |
| Serri                              | Cagliari              | Sardinia              |
| Serrone                            | Frosinone             | Lazio                 |
| Serrungarina                       | Pesaro e Urbino       | Marche                |
| Sersale                            | Catanzaro             | Calabria              |
| Servigliano                        | Fermo                 | Marche                |
| Sessa Aurunca                      | Caserta               | Campania              |
| Sessa Cilento                      | Salerno               | Campania              |
| Sessame                            | Asti                  | Piemont               |
| Sessano del Molise                 | Isernia               | Molise                |
| Sesta Godano 6850                  | Spezia                | Liguria               |
| Sestino                            | Arezzo                | Toscana               |
| Sesto                              | Bolzano               | Trentino-Alto Adige   |
| Sesto al Reghena                   | Pordenone             | Friuli-Veneția Giulia |
| Sesto Calende                      | Varese                | Lombardia             |
| Sesto Campano                      | Isernia               | Molise                |
| Sesto ed Uniti                     | Cremona               | Lombardia             |
| Sesto Fiorentino                   | Florența              | Toscana               |
| Sesto San Giovanni                 | Milano                | Lombardia             |
| Sestola                            | Modena                | Emilia-Romagna        |
| Sestri Levante 6860                | Genova                | Liguria               |
| Sestriere                          | Torino                | Piemont               |
| Sestu                              | Cagliari              | Sardinia              |
| Settala                            | Milano                | Lombardia             |
| Settefrati                         | Frosinone             | Lazio                 |
| Settime                            | Asti                  | Piemont               |
| Settimo Milanese                   | Milano                | Lombardia             |
| Settimo Rottaro                    | Torino                | Piemont               |
| Settimo San Pietro                 | Cagliari              | Sardinia              |
| Settimo Torinese                   | Torino                | Piemont               |
| Settimo Vittone 6870               | Torino                | Piemont               |
| Settingiano                        | Catanzaro             | Calabria              |
| Setzu                              | Medio Campidano       | Sardinia              |
| Seui                               | Nuoro                 | Sardinia              |
| Seulo                              | Cagliari              | Sardinia              |
| Seveso                             | Monza e della Brianza | Lombardia             |
| Sezzadio                           | Alessandria           | Piemont               |
| Sezze                              | Latina                | Lazio                 |
| Sfruz                              | Trento                | Trentino-Alto Adige   |
| Sgonico                            | Trieste               | Friuli-Veneția Giulia |
| Sgurgola 6880                      | Frosinone             | Lazio                 |
| Siamaggiore                        | Oristano              | Sardinia              |
| Siamanna                           | Oristano              | Sardinia              |
| Siano                              | Salerno               | Campania              |
| Siapiccia                          | Oristano              | Sardinia              |
| Sicignano degli Alburni            | Salerno               | Campania              |
| Siculiana                          | Agrigento             | Sicilia               |
| Siddi                              | Medio Campidano       | Sardinia              |
| Siderno                            | Reggio Calabria       | Calabria              |
| Siena                              | Siena                 | Toscana               |
| Sigillo 6890                       | Perugia               | Umbria                |
| Signa                              | Florența              | Toscana               |
| Silandro                           | Bolzano               | Trentino-Alto Adige   |
| Silanus                            | Nuoro                 | Sardinia              |
| Silea                              | Treviso               | Veneto                |
| Siligo                             | Sassari               | Sardinia              |
| Siliqua                            | Cagliari              | Sardinia              |
| Silius                             | Cagliari              | Sardinia              |
| Sillano                            | Lucca                 | Toscana               |
| Sillavengo                         | Novara                | Piemont               |
| Silvano d'Orba 6900                | Alessandria           | Piemont               |
| Silvano Pietra                     | Pavia                 | Lombardia             |
| Silvi                              | Teramo                | Abruzzo               |
| Simala                             | Oristano              | Sardinia              |
| Simaxis                            | Oristano              | Sardinia              |
| Simbario                           | Vibo Valentia         | Calabria              |
| Simeri Crichi                      | Catanzaro             | Calabria              |
| Sinagra                            | Messina               | Sicilia               |
| Sinalunga                          | Siena                 | Toscana               |
| Sindia                             | Nuoro                 | Sardinia              |
| Sini 6910                          | Oristano              | Sardinia              |
| Sinio                              | Cuneo                 | Piemont               |
| Siniscola                          | Nuoro                 | Sardinia              |
| Sinnai                             | Cagliari              | Sardinia              |
| Sinopoli                           | Reggio Calabria       | Calabria              |
| Siracusa                           | Siracusa              | Sicilia               |
| Sirignano                          | Avellino              | Campania              |
| Siris                              | Oristano              | Sardinia              |
| Sirmione                           | Brescia               | Lombardia             |
| Sirolo                             | Ancona                | Marche                |
| Sirone 6920                        | Lecco                 | Lombardia             |
| Siror                              | Trento                | Trentino-Alto Adige   |
| Sirtori                            | Lecco                 | Lombardia             |
| Sissa                              | Parma                 | Emilia-Romagna        |
| Siurgus Donigala                   | Cagliari              | Sardinia              |
| Siziano                            | Pavia                 | Lombardia             |
| Sizzano                            | Novara                | Piemont               |
| Sluderno                           | Bolzano               | Trentino-Alto Adige   |
| Smarano                            | Trento                | Trentino-Alto Adige   |
| Smerillo                           | Fermo                 | Marche                |
| Soave 6930                         | Verona                | Veneto                |
| Socchieve                          | Udine                 | Friuli-Veneția Giulia |
| Soddì                              | Oristano              | Sardinia              |
| Sogliano al Rubicone               | Forlì-Cesena          | Emilia-Romagna        |
| Sogliano Cavour                    | Lecce                 | Puglia                |
| Soglio                             | Asti                  | Piemont               |
| Soiano del Lago                    | Brescia               | Lombardia             |
| Solagna                            | Vicenza               | Veneto                |
| Solarino                           | Siracusa              | Sicilia               |
| Solaro                             | Milano                | Lombardia             |
| Solarolo 6940                      | Ravenna               | Emilia-Romagna        |
| Solarolo Rainerio                  | Cremona               | Lombardia             |
| Solarussa                          | Oristano              | Sardinia              |
| Solbiate                           | Como                  | Lombardia             |
| Solbiate Arno                      | Varese                | Lombardia             |
| Solbiate Olona                     | Varese                | Lombardia             |
| Soldano                            | Imperia               | Liguria               |
| Soleminis                          | Cagliari              | Sardinia              |
| Solero                             | Alessandria           | Piemont               |
| Solesino                           | Padova                | Veneto                |
| Soleto 6950                        | Lecce                 | Puglia                |
| Solferino                          | Mantova               | Lombardia             |
| Soliera                            | Modena                | Emilia-Romagna        |
| Solignano                          | Parma                 | Emilia-Romagna        |
| Solofra                            | Avellino              | Campania              |
| Solonghello                        | Alessandria           | Piemont               |
| Solopaca                           | Benevento             | Campania              |
| Solto Collina                      | Bergamo               | Lombardia             |
| Solza                              | Bergamo               | Lombardia             |
| Somaglia                           | Lodi                  | Lombardia             |
| Somano 6960                        | Cuneo                 | Piemont               |
| Somma Lombardo                     | Varese                | Lombardia             |
| Somma Vesuviana                    | Napoli                | Campania              |
| Sommacampagna                      | Verona                | Veneto                |
| Sommariva del Bosco                | Cuneo                 | Piemont               |
| Sommariva Perno                    | Cuneo                 | Piemont               |
| Sommatino                          | Caltanissetta         | Sicilia               |
| Sommo                              | Pavia                 | Lombardia             |
| Sona                               | Verona                | Veneto                |
| Soncino                            | Cremona               | Lombardia             |
| Sondalo 6970                       | Sondrio               | Lombardia             |
| Sondrio                            | Sondrio               | Lombardia             |
| Songavazzo                         | Bergamo               | Lombardia             |
| Sonico                             | Brescia               | Lombardia             |
| Sonnino                            | Latina                | Lazio                 |
| Soprana                            | Biella                | Piemont               |
| Sora                               | Frosinone             | Lazio                 |
| Soraga                             | Trento                | Trentino-Alto Adige   |
| Soragna                            | Parma                 | Emilia-Romagna        |
| Sorano                             | Grosseto              | Toscana               |
| Sorbo San Basile 6980              | Catanzaro             | Calabria              |
| Sorbo Serpico                      | Avellino              | Campania              |
| Sorbolo                            | Parma                 | Emilia-Romagna        |
| Sordevolo                          | Biella                | Piemont               |
| Sordio                             | Lodi                  | Lombardia             |
| Soresina                           | Cremona               | Lombardia             |
| Sorgà                              | Verona                | Veneto                |
| Sorgono                            | Nuoro                 | Sardinia              |
| Sori                               | Genova                | Liguria               |
| Sorianello                         | Vibo Valentia         | Calabria              |
| Soriano Calabro 6990               | Vibo Valentia         | Calabria              |
| Soriano nel Cimino                 | Viterbo               | Lazio                 |
| Sorico                             | Como                  | Lombardia             |
| Soriso                             | Novara                | Piemont               |
| Sorisole                           | Bergamo               | Lombardia             |
| Sormano                            | Como                  | Lombardia             |
| Sorradile                          | Oristano              | Sardinia              |
| Sorrento                           | Napoli                | Campania              |
| Sorso                              | Sassari               | Sardinia              |
| Sortino                            | Siracusa              | Sicilia               |
| Sospiro 7000                       | Cremona               | Lombardia             |
| Sospirolo                          | Belluno               | Veneto                |
| Sossano                            | Vicenza               | Veneto                |
| Sostegno                           | Biella                | Piemont               |
| Sotto il Monte Giovanni XXIII      | Bergamo               | Lombardia             |
| Sover                              | Trento                | Trentino-Alto Adige   |
| Soverato                           | Catanzaro             | Calabria              |
| Sovere                             | Bergamo               | Lombardia             |
| Soveria Mannelli                   | Catanzaro             | Calabria              |
| Soveria Simeri                     | Catanzaro             | Calabria              |
| Soverzene 7010                     | Belluno               | Veneto                |
| Sovicille                          | Siena                 | Toscana               |
| Sovico                             | Monza e della Brianza | Lombardia             |
| Sovizzo                            | Vicenza               | Veneto                |
| Sovramonte                         | Belluno               | Veneto                |
| Sozzago                            | Novara                | Piemont               |
| Spadafora                          | Messina               | Sicilia               |
| Spadola                            | Vibo Valentia         | Calabria              |
| Sparanise                          | Caserta               | Campania              |
| Sparone                            | Torino                | Piemont               |
| Specchia 7020                      | Lecce                 | Puglia                |
| Spello                             | Perugia               | Umbria                |
| Spera                              | Trento                | Trentino-Alto Adige   |
| Sperlinga                          | Enna                  | Sicilia               |
| Sperlonga                          | Latina                | Lazio                 |
| Sperone                            | Avellino              | Campania              |
| Spessa                             | Pavia                 | Lombardia             |
| Spezzano Albanese                  | Cosenza               | Calabria              |
| Spezzano della Sila                | Cosenza               | Calabria              |
| Spezzano Piccolo                   | Cosenza               | Calabria              |
| Spiazzo 7030                       | Trento                | Trentino-Alto Adige   |
| Spigno Monferrato                  | Alessandria           | Piemont               |
| Spigno Saturnia                    | Latina                | Lazio                 |
| Spilamberto                        | Modena                | Emilia-Romagna        |
| Spilimbergo                        | Pordenone             | Friuli-Veneția Giulia |
| Spilinga                           | Vibo Valentia         | Calabria              |
| Spinadesco                         | Cremona               | Lombardia             |
| Spinazzola                         | Barletta-Andria-Trani | Puglia                |
| Spinea                             | Veneția               | Veneto                |
| Spineda                            | Cremona               | Lombardia             |
| Spinete 7040                       | Campobasso            | Molise                |
| Spineto Scrivia                    | Alessandria           | Piemont               |
| Spinetoli                          | Ascoli Piceno         | Marche                |
| Spino d'Adda                       | Cremona               | Lombardia             |
| Spinone al Lago                    | Bergamo               | Lombardia             |
| Spinoso                            | Potenza               | Basilicata            |
| Spirano                            | Bergamo               | Lombardia             |
| Spoleto                            | Perugia               | Umbria                |
| Spoltore                           | Pescara               | Abruzzo               |
| Spongano                           | Lecce                 | Puglia                |
| Spormaggiore 7050                  | Trento                | Trentino-Alto Adige   |
| Sporminore                         | Trento                | Trentino-Alto Adige   |
| Spotorno                           | Savona                | Liguria               |
| Spresiano                          | Treviso               | Veneto                |
| Spriana                            | Sondrio               | Lombardia             |
| Squillace                          | Catanzaro             | Calabria              |
| Squinzano                          | Lecce                 | Puglia                |
| Staffolo                           | Ancona                | Marche                |
| Stagno Lombardo                    | Cremona               | Lombardia             |
| Staiti                             | Reggio Calabria       | Calabria              |
| Stalettì 7060                      | Catanzaro             | Calabria              |
| Stanghella                         | Padova                | Veneto                |
| Staranzano                         | Gorizia               | Friuli-Veneția Giulia |
| Statte                             | Taranto               | Puglia                |
| Stazzano                           | Alessandria           | Piemont               |
| Stazzema                           | Lucca                 | Toscana               |
| Stazzona                           | Como                  | Lombardia             |
| Stefanaconi                        | Vibo Valentia         | Calabria              |
| Stella                             | Savona                | Liguria               |
| Stella Cilento                     | Salerno               | Campania              |
| Stellanello 7070                   | Savona                | Liguria               |
| Stelvio                            | Bolzano               | Trentino-Alto Adige   |
| Stenico                            | Trento                | Trentino-Alto Adige   |
| Sternatia                          | Lecce                 | Puglia                |
| Stezzano                           | Bergamo               | Lombardia             |
| Stia                               | Arezzo                | Toscana               |
| Stienta                            | Rovigo                | Veneto                |
| Stigliano                          | Matera                | Basilicata            |
| Stignano                           | Reggio Calabria       | Calabria              |
| Stilo                              | Reggio Calabria       | Calabria              |
| Stimigliano 7080                   | Rieti                 | Lazio                 |
| Stintino                           | Sassari               | Sardinia              |
| Stio                               | Salerno               | Campania              |
| Stornara                           | Foggia                | Puglia                |
| Stornarella                        | Foggia                | Puglia                |
| Storo                              | Trento                | Trentino-Alto Adige   |
| Stra                               | Veneția               | Veneto                |
| Stradella                          | Pavia                 | Lombardia             |
| Strambinello                       | Torino                | Piemont               |
| Strambino                          | Torino                | Piemont               |
| Strangolagalli 7090                | Frosinone             | Lazio                 |
| Stregna                            | Udine                 | Friuli-Veneția Giulia |
| Strembo                            | Trento                | Trentino-Alto Adige   |
| Stresa                             | Verbano-Cusio-Ossola  | Piemont               |
| Strevi                             | Alessandria           | Piemont               |
| Striano                            | Napoli                | Campania              |
| Strigno                            | Trento                | Trentino-Alto Adige   |
| Strona                             | Biella                | Piemont               |
| Stroncone                          | Terni                 | Umbria                |
| Strongoli                          | Crotone               | Calabria              |
| Stroppiana 7100                    | Vercelli              | Piemont               |
| Stroppo                            | Cuneo                 | Piemont               |
| Strozza                            | Bergamo               | Lombardia             |
| Sturno                             | Avellino              | Campania              |
| Suardi                             | Pavia                 | Lombardia             |
| Subbiano                           | Arezzo                | Toscana               |
| Subiaco                            | Roma                  | Lazio                 |
| Succivo                            | Caserta               | Campania              |
| Sueglio                            | Lecco                 | Lombardia             |
| Suelli                             | Cagliari              | Sardinia              |
| Suello 7110                        | Lecco                 | Lombardia             |
| Suisio                             | Bergamo               | Lombardia             |
| Sulbiate                           | Monza e della Brianza | Lombardia             |
| Sulmona                            | L'Aquila              | Abruzzo               |
| Sulzano                            | Brescia               | Lombardia             |
| Sumirago                           | Varese                | Lombardia             |
| Summonte                           | Avellino              | Campania              |
| Suni                               | Oristano              | Sardinia              |
| Suno                               | Novara                | Piemont               |
| Supersano                          | Lecce                 | Puglia                |
| Supino 7120                        | Frosinone             | Lazio                 |
| Surano                             | Lecce                 | Puglia                |
| Surbo                              | Lecce                 | Puglia                |
| Susa                               | Torino                | Piemont               |
| Susegana                           | Treviso               | Veneto                |
| Sustinente                         | Mantova               | Lombardia             |
| Sutera                             | Caltanissetta         | Sicilia               |
| Sutri                              | Viterbo               | Lazio                 |
| Sutrio                             | Udine                 | Friuli-Veneția Giulia |
| Suvereto                           | Livorno               | Toscana               |
| Suzzara 7130                       | Mantova               | Lombardia             |